# Microplitis crassifemoralis
Microplitis crassifemoralis är en stekelart som beskrevs av Alexeev 1971. Microplitis crassifemoralis ingår i släktet Microplitis och familjen bracksteklar. Inga underarter finns listade i Catalogue of Life.